# Massacre de Wounded Knee
La Massacre de Wounded Knee representà l'extermini gairebé total d'una tribu sioux lakota per part del Setè de cavalleria dels Estats Units el 29 de desembre de 1890 a prop de Wounded Knee Creek (en lakota: cankpe opi wakpala) al territori que ara pertany a la reserva lakota de Pine Ridge (Dakota del Sud).

## Antecedents
El 1875 va esclatar la Guerra de les Black Hills quan la febre de l'or de Dakota va arribar a les Black Hills. El govern va decidir deixar de desallotjar els intrusos a les Black Hills i va oferir comprar la terra als sioux, i quan s'hi van negar, el govern va decidir prendre'ls les terres, dient a les tribus que anessin a les reserves, cosa que no van fer. El general Custer va trobar el campament principal dels lakota i els seus aliats als que va atacar en la Batalla de Little Bighorn, on fou derrotat i mort en 1876. Durant tot l'hivern de 1876-1877, els soldats empaitaren els Sioux i Xeiene per tot el territori. Dos anys després de la batalla, la majoria dels indis de les planures havien estat acorralats, obligats a quedar-se a les reserves o havien fugit al Canadà.
Els indis no tenien ciutadania i seguien sent súbdits federals sense dret de votar. Sense representants polítics, depenien de funcionaris coneguts com a «agents indis» per a la seva supervivència. Els assimilacionistes creien que l'educació, l'exemple i la compulsió podrien convertir els indis en bons ciutadans, assenyalant el camí a milions d'immigrants i afroamericans. A les reserves de Standing Rock i Pine Ridge, les condicions eren pèssimes per als més de 10.000 lakota que hi vivien resistint l'assimilació i sobreviure davant la violenta supressió de l'administració del president Benjamin Harrison. El 1885, molts indis s'havien fet pagesos, però el 1890 els seus conreus van arruïnar-se, arribant la fam a les reserves.

### Ghost Dance
La cerimònia del ghost dance va començar com a part d'un moviment religiós dels nadius americans el 1889. Va ser iniciada pel líder religiós Paiute Wovoka, després d'una visió en què Wovoka va dir que Déu li parlava i li va dir directament que, practicant aquesta cerimònia, l'home blanc marxaria i els avantpassats nadius americans tornarien a viure en pau amb els nadius americans restants per la resta de l'eternitat. Aquesta religió es va estendre ràpidament pels nadius americans per tot el continent i la majoria de les reserves occidentals, incloses les reserves lakota a Dakota del Sud. La caça de bisons havia cessat a principis de la dècada de 1880 doncs havien quedat gairebé extingits en plena sequera, alguns van aparèixer de sobte en una de les reserves sioux de Dakota del Sud i tota aquella tardor, els indis van ballar la ghost dance i les autoritats es van incomodar, i a causa de la història relativament recent d'hostilitats, els agents governamentals aviat van centrar les seves atencions.

## Relat dels fets
El 23 de desembre de 1890, el cap Spotted Elk ("Big Foot"), al capdavant de la banda dels lakota Minaconjou, als quals s'havien afegit 38 lakota Hunkpapa, va deixar la reserva xeiene on els havien confinat per traslladar-se fins a la reserva índia de Pine Ridge. Spotted Elk i 350 dels seus seguidors feien el lent viatge a l'agència el 28 de desembre de 1890, quan es van trobar amb un destacament del Setè de cavalleria sota el comandament del Major Samuel M. Whitside al sud-oest de Porcupine Butte. John Shangreau, un escolta i intèrpret mig sioux, va aconsellar als soldats que no desarmessin els indis immediatament, ja que provocaria violència. Els soldats van escortar els nadius americans a uns 8 km a l'oest (Wounded Knee Creek), on els van dir que acampessin. Més tard aquella nit, el coronel James Forsyth i la resta del setè de cavalleria va arribar al lloc, ajuntant-se fins a 500 soldats, que van encerclar el campament amb el suport d'algunes forces auxiliars i quatre metralladores Hotchkiss et Cie. El Setè de cavalleria tenia ordres d'escortar els sioux lakota fins a un tren que els havia de deportar a Omaha (Nebraska). Els havien de desarmar abans de deportar-los, per la qual cosa la tropa es va haver de posicionar molt a prop d'ells.
A la matinada del 29 de desembre de 1890, Forsyth va ordenar la rendició d'armes i la retirada immediata del Lakota de la "zona d'operacions militars" fins als trens en espera. Una recerca al camp va confiscar 38 rifles i es van agafar més rifles mentre els soldats escorcollaven els indis. Cap dels vells no es va trobar armat. Un metge anomenat Yellow Bird suposadament va arengar els joves que estaven agitats per la cerca i la tensió es va estendre als soldats. Una versió dels esdeveniments diu que durant el procés de desarmament, i quan ja gairebé s'havia completat, un guerrer anomenat "Black Coyote" es va resistir a lliurar el seu rifle dient que li havia costat molts diners. La discussió pel rifle de "Black Coyote" es va anar escalfant, es va disparar un tret, i tot seguit el Setè de cavalleria va obrir foc indiscriminadament des de totes les bandes, matant homes, dones i nens, així com alguns dels seus propis homes. Alguns guerrers sioux que encara tenien les seves armes van respondre a l'atac, però els soldats van acabar ràpidament amb la resistència sioux. Els supervivents van fugir, però soldats a cavall els van perseguir i els mataren a tots (homes, dones i nens), tot i que molts anaven desarmats.
Quan tot es va haver acabat, almenys 150 homes, dones i nens sioux lakota havien resultat morts i 51 ferits (4 homes i 47 dones i nens, alguns dels quals van morir més tard per les ferides rebudes). Algunes estimacions apugen el nombre de morts sioux a 300. També van morir 25 soldats, i 39 van resultar ferits (sis d'aquests també van acabar morint). Es creu que la majoria havien estat víctimes del “foc amic”, ja que el tiroteig es va produir de molt a prop enmig del caos, i en gran part per l'acció indiscriminada de les metralladores.

## Conseqüències
El combat de Drexel Mission va ser un enfrontament armat entre guerrers Lakota i l'exèrcit dels Estats Units que va tenir lloc a la reserva índia de Pine Ridge el 30 de desembre de 1890, l'endemà de Wounded Knee. La baralla es va produir a White Clay Creek aproximadament a 15 milles al nord de Pine Ridge, on els Lakota que fugien de la continuada situació hostil que envoltava la massacre a Wounded Knee havien instal·lat el campament.
Després d'una tempesta de neu de tres dies, els militars van contractar civils per enterrar els morts Lakota. El grup funerari va trobar els difunts congelats, que van ser reunits i col·locats en una fossa comuna sobre un turó que donava al campament d'on va sortir part del foc de les metralladores Hotchkiss et Cie. Es van trobar quatre infants vius, embolicats en els mantons de les seves mares mortes.
Aquest episodi fou l'última de les grans confrontacions entre els indis lakota i els Estats Units, i va ser descrit posteriorment com “una massacre” pel general Nelson Miles en una carta adreçada al Comissionat d'Afers Indis (BIA). Miles no va parar mai d'intentar demostrar la culpabilitat de James Forsyth. Miles va denunciar Forsyth i el va rellevar del comandament. Un exhaustiu Tribunal d'Investigació de l'Exèrcit convocat per Miles va criticar Forsyth per les seves disposicions tàctiques, però el va exonerar de la seva responsabilitat. El jutjat d'instrucció, però, no es va dur a terme com un tribunal marcial formal. El secretari de guerra va acceptar la decisió i va restablir Forsyth al comandament del Setè de cavalleria. El testimoni havia indicat que, en la seva major part, les tropes van intentar evitar les víctimes no combatents. Miles va continuar criticant Forsyth, que creia que havia desobeït deliberadament els seus comandaments per destruir els indis. Miles va promoure la conclusió que Wounded Knee va ser una massacre deliberada més que una tragèdia causada per males decisions, en un esforç per destruir la carrera de Forsyth. Més tard es va emblanquinar i Forsyth va ser ascendit a general de divisió.
L'exèrcit estatunidenc va repartir vint medalles d'honor entre els participants en els fets, la seva màxima condecoració, i els nadius americans en reclamen l'anul·lació.

## Memòria
Quan el Setè de Cavalleria va tornar al servei a Fort Riley des de Reserva índia de Pine Ridge a Dakota del Sud, els soldats del regiment van recaptar diners per un monument per als membres del regiment morts a Wounded Knee. Es van recollir uns 1.950 dòlars i el 25 de juliol de 1893 es va dedicar el monument amb 5.500 assistents. Avui en dia, l'edifici de pedra encara es troba a prop de Waters Hall.
El camp de batalla fou declarat National Historic Landmark en 1965 i inclòs en el National Register of Historic Places en 1966.
Més de 80 anys després de la massacre, a partir del 27 de febrer de 1973, Wounded Knee fou l'escenari d'un incident de 71 dies d'enfrontament entre les autoritats federals i un grup de militants de l'American Indian Movement.
Wounded Knee es va convertir en un lloc de commemoració i mobilització panindi per protestar pel genocidi de les tribus índies que poblaven Amèrica del Nord abans d'arribar els blancs.

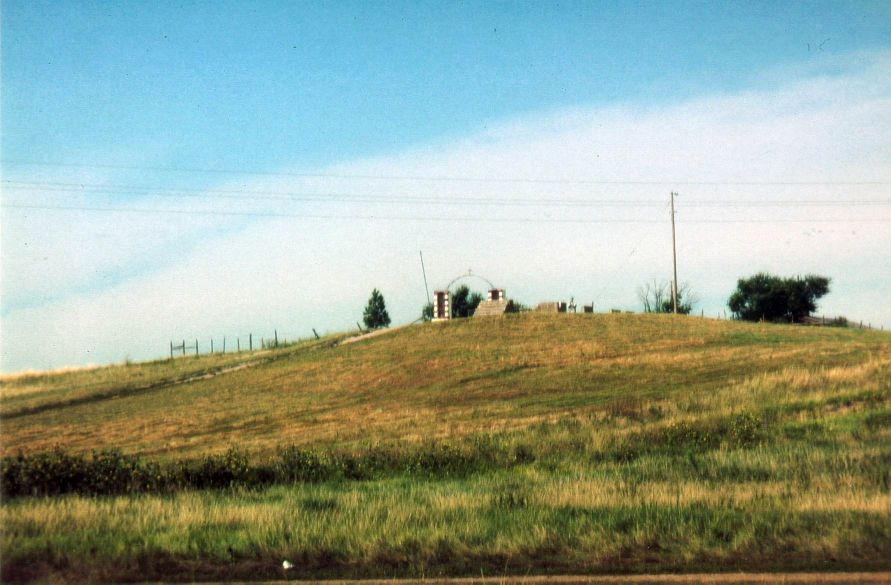
El turó de Wounded Knee, on es van emplaçar les metralladores Hotchkiss et Cie de la massacre i on després es va fer la fossa comuna per a les víctimes
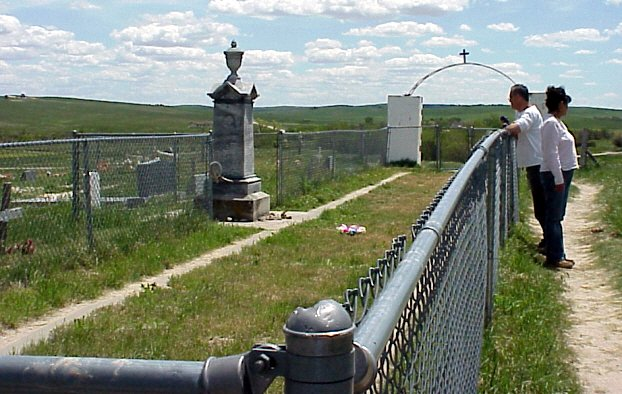
La fossa comuna de Wounded Knee.
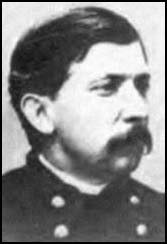
El coronel James W. Forsyth del Setè de cavalleria.
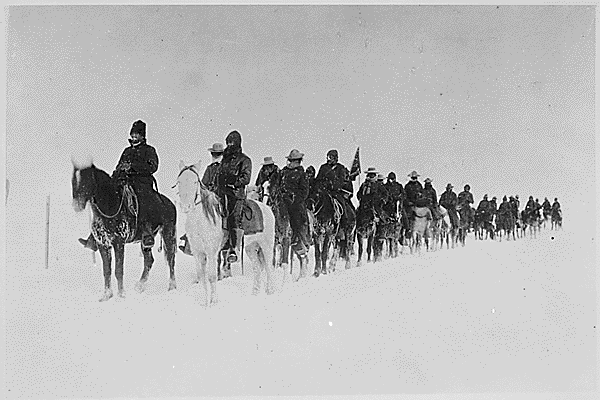
Els soldats estatunidencs tornant de Wounded Knee.
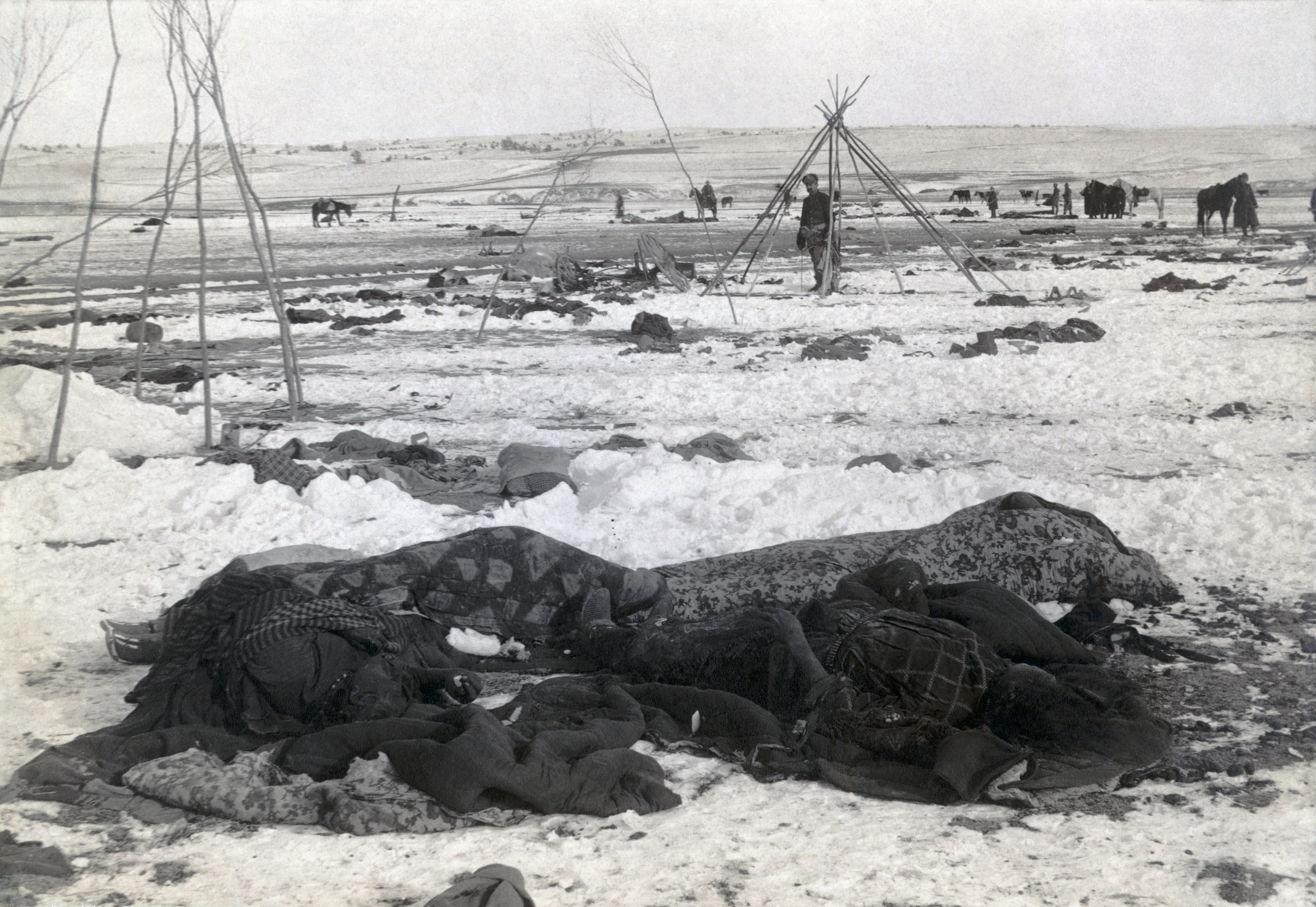
Tres setmanes després de la massacre, cossos escampats, mig coberts per mantes.
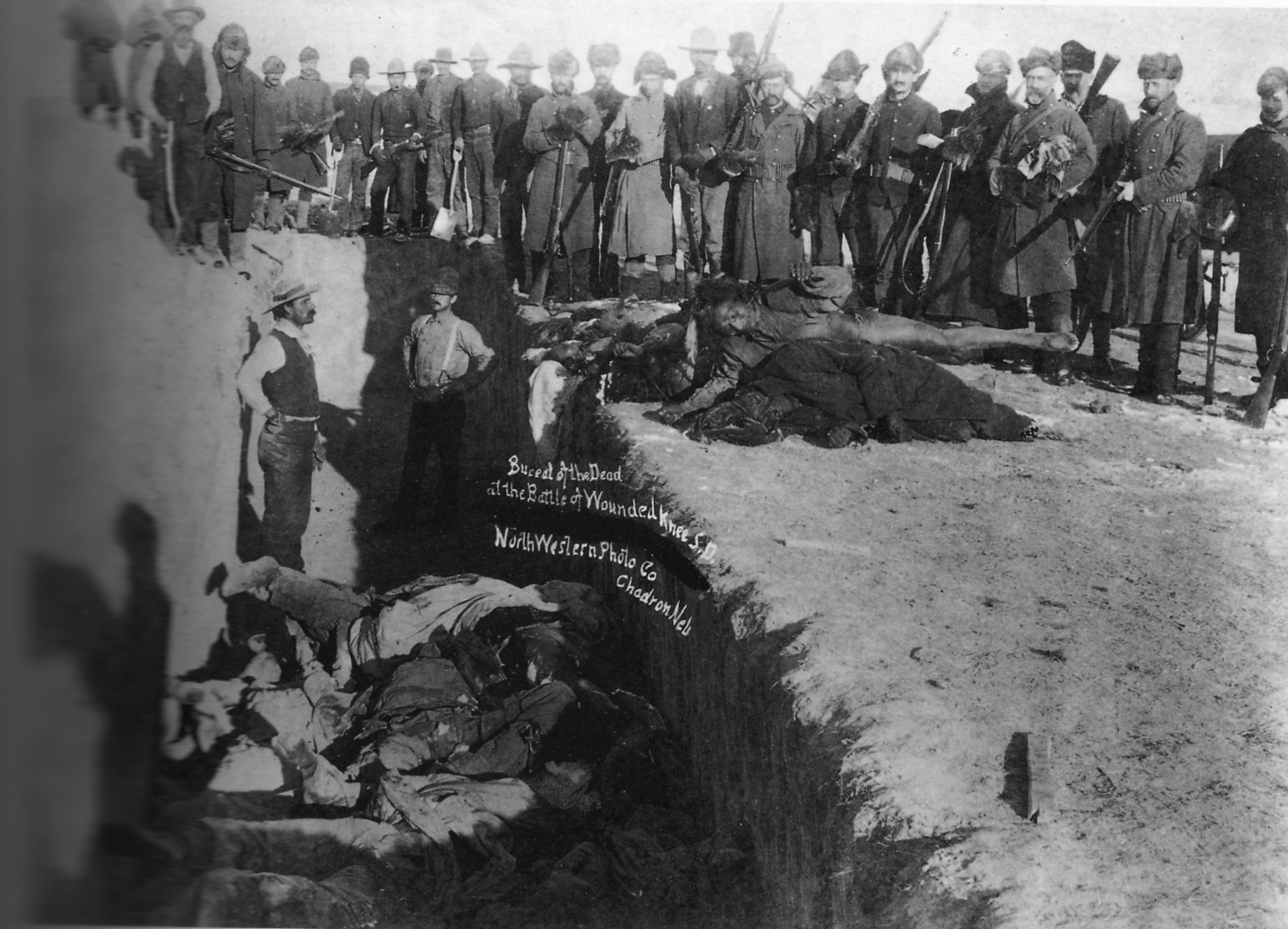
La fossa comuna de les víctimes lakota.